# Mike Jones (rapper)
Michael "Mike" Jones (1981. január 6. –) amerikai rap énekes. Kiadója a Swishahouse és van egy saját kiadója az Ice Age Entertainment.
A Swishahouse előtt a Soul Folk nevű zenekarban volt, mint Sache. Ki is adtak egy albumot Country Thuggin' néven.

## Albumai
- 2005: Who is Mike Jones?
- 2009: The Voice (album)
- 2010: Expect The Unexpected

### EP-k
- 2007: The American Dream

### Mixtapek
- 2002: Ballin' Underground
- 2003: Runnin' tha Game
- 2004: King of the Streets
- 2007: Running 4 President 2k8
- 2008: Self Made

## Dalok

### Szóló
| Év   | Dal                                                   | Slágerlisták | Slágerlisták | Slágerlisták | Slágerlisták | Album              |
| Év   | Dal                                                   | U.S. Hot 100 | U.S. R&B     | U.S. Rap     | U.S. Pop     | Album              |
| ---- | ----------------------------------------------------- | ------------ | ------------ | ------------ | ------------ | ------------------ |
| 2005 | "Still Tippin'" (feat. Slim Thug & Paul Wall)         | 60           | 25           | 14           | 64           | Who Is Mike Jones? |
| 2005 | "Back Then"                                           | 22           | 15           | 6            | 45           | Who Is Mike Jones? |
| 2006 | "Flossin'" (feat. Big Moe)                            | –            | 71           | –            | –            | Who Is Mike Jones? |
| 2006 | "Mr. Jones"                                           | 92           | 54           | –            | 85           | The American Dream |
| 2007 | "My 64" (feat. Bun B & Snoop Dogg)                    | 101          | 53           | 22           | –            | The American Dream |
| 2007 | "Turning Heads"                                       | –            | –            | –            | –            | The American Dream |
| 2007 | "Drop & Gimme 50" (feat. Hurricane Chris)             | –            | 44           | 18           | –            | The Voice          |
| 2008 | "Cuddy Buddy" (feat. Trey Songz, Lil Wayne, & Twista) | 76           | 34           | 16           | 64           | The Voice          |
| 2008 | "Next To You" (feat. Nae Nae)                         | 71           | 52           | 8            | 66           | The Voice          |
| 2009 | "Swag Thru The Roof"                                  | –            | –            | –            | –            | The Voice          |

### Közreműködőként
| Év   | Dal                                                                         | Slágerlisták | Slágerlisták | Slágerlisták | Album                            |
| Év   | Dal                                                                         | U.S. Hot 100 | U.S. R&B     | U.S. Rap     | Album                            |
| ---- | --------------------------------------------------------------------------- | ------------ | ------------ | ------------ | -------------------------------- |
| 2005 | "Badd" (Ying Yang Twins feat. Mike Jones & Mr. Collipark)                   | 29           | 16           | 6            | U.S.A. (United State of Atlanta) |
| 2005 | "They Don't Know" (Paul Wall feat. Mike Jones & Bun B)                      | –            | 71           | –            | The Peoples Champ                |
| 2005 | "Fresh Azimiz (remix)" (Bow Wow feat. Mike Jones, J-Kwon, & Jermaine Dupri) | 23           | 13           | 6            | Wanted                           |
| 2005 | "I'm 'n Luv (Wit a Stripper)" (T-Pain feat. Mike Jones)                     | 5            | 10           | –            | Rappa Ternt Sanga                |
| 2006 | "Way I Be Leanin'" (Juvenile feat. Mike Jones, Paul Wall, Skip, & Wacko)    | -            | 118          | –            | Reality Check                    |
| 2006 | "Pourin' Up" (Pimp C feat. Mike Jones & Bun B)                              | -            | 103          | –            | Pimpalation                      |

## Videóklipjei
- 2005: Still Tippin'
- 2005: Back Then
- 2006: Flossin'/Turning Heads
- 2006: Mr. Jones
- 2007: My 64
- 2007: Drop & Gimme 50
- 2008: Swagger Right Now
- 2008: Cuddy Buddy
- 2008: Next To You
- 2008: Swagg Thru The Roof
- 2009: Scandalous Ho's
- 2009: Top Of Da Covers

### Közreműködőként
- 2005: Badd (Ying Yang Twins)
- 2005: They Don't Know (Paul Wall)
- 2005: I'm 'n Luv (Wit a Stripper) (T-Pain)
- 2006: Way I Be Leanin (Juvenile)
- 2006: Pourin' Up (Pimp C)
- 2009: BOI (Young Problems)

### Megjelenés
- Fresh Azimiz (Bow Wow)
- D-Girl (Brooke Valentine)
- Knockin' Doorz Down (Pimp C)
- The Game Belongs To Me (UGK)
- Laffy Taffy (D4L)

## Filmjei
- 2005: Punk'd
- 2005: A szökés
- 2007: The Game

## Fordítás
- Ez a szócikk részben vagy egészben  a   Mike Jones (rapper) című angol Wikipédia-szócikk fordításán alapul.  Az eredeti cikk szerkesztőit annak laptörténete sorolja fel. Ez a jelzés csupán a megfogalmazás eredetét és a szerzői jogokat jelzi, nem szolgál a cikkben szereplő információk forrásmegjelöléseként.